# 釧路濕原

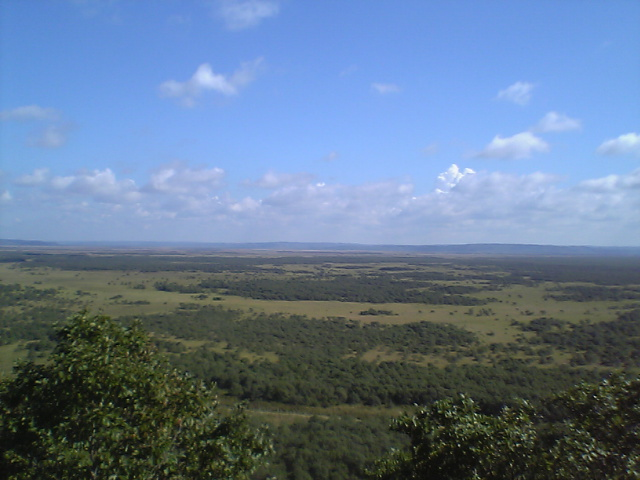
釧路濕原

釧路湿原（日语：／ Kushiro Shitsugen）是位于日本北海道釧路平野的濕地，面積28,788公頃，東西最寬處25公里，南北最長處達36公里，為日本最大的濕地，也是釧路濕原國立公園的主要部分，位於釧路市市區北側，另有大半地區位於川上郡標茶町、阿寒郡鶴居村、釧路郡釧路町轄區內，濕地中有釧路川流過。

## 生態及保育
濕地內有約600種植物、約1,130種昆蟲類、38種魚類、9種兩棲爬蟲類、170種鳥類、30種哺乳類。大部分地區生長蘆葦和薹草，部分地區則是生長泥炭蘚、圓葉茅膏菜。動物方面則有丹頂鶴、蒼眉蝗鶯、長尾雀、遠東哲羅魚、極北鯢棲息或繁殖。
釧路濕原從1935年8月27日即劃了2,700公頃的區域為「釧路丹頂鶴繁殖地」，1952年、1958年、1967年又逐漸擴大保護範圍，並在1958年開始使用「釧路濕原」的名稱。1980年列入國際重要濕地名錄，1987年更將周邊共26,861公頃的區域設立為釧路濕原國立公園。
二次大戰後，由於濕地周邊城鎮的開發，濕地面積從1947年的281.35平方公里減少到1970年的240.87平方公里，2000年更減少至193.57平方公里。現在的釧路濕原已嚴格限制開發，不但中止了包括農用及住商用的土地政策，現正由國土交通省及環境省共同推動「釧路濕原自然再生計畫」。

## 歷史
在約6,000年時，現在的釧路濕原為一淺水的海灣；在約4,000年時，海水退至現在的海岸線位置，但由於出海口區域堆積產生沙洲，導致內陸部分積水成為沼澤地。在蘆葦及薹草大量生長以及濕冷的氣候下，沼澤地內逐漸形成泥炭，使得在約3,000年時，成為了現在的濕地。
1858年，日本探險家松浦武四郎搭乘獨木舟延著釧路川南下穿越釧路濕原，留下河川兩岸都是矛原的紀錄。

## 觀光
一般觀光客可以利用多個觀景台來眺望濕地景色，也有歩道或是乘坐獨木舟的旅遊行程可以就近觀察濕地，北海道旅客鐵道釧網本線有部分路現是直接通過濕地，搭乘觀光列車也可以在車上觀察濕地。
在濕地的東側觀景台包括：
- 細岡展望台・旅客休息區：可以看到蜿蜒於濕地內的釧路川，展望台旁設有釧網本線的釧路濕原車站，臨時觀光列車釧路濕原諾羅科號（日语：くしろ湿原ノロッコ号）會在此停車。
- 展望台：位於釧網本線塘路車站附近。
- 展望台：位於北海道道1060号久著吕原野塘路线旁。

濕地的西側有「釧路市濕原展望台」和「温根內旅客中心」，附近還有利用舊鶴居村營軌道鐵路路線改建的歩道，可就進入濕地觀察動植物生態。

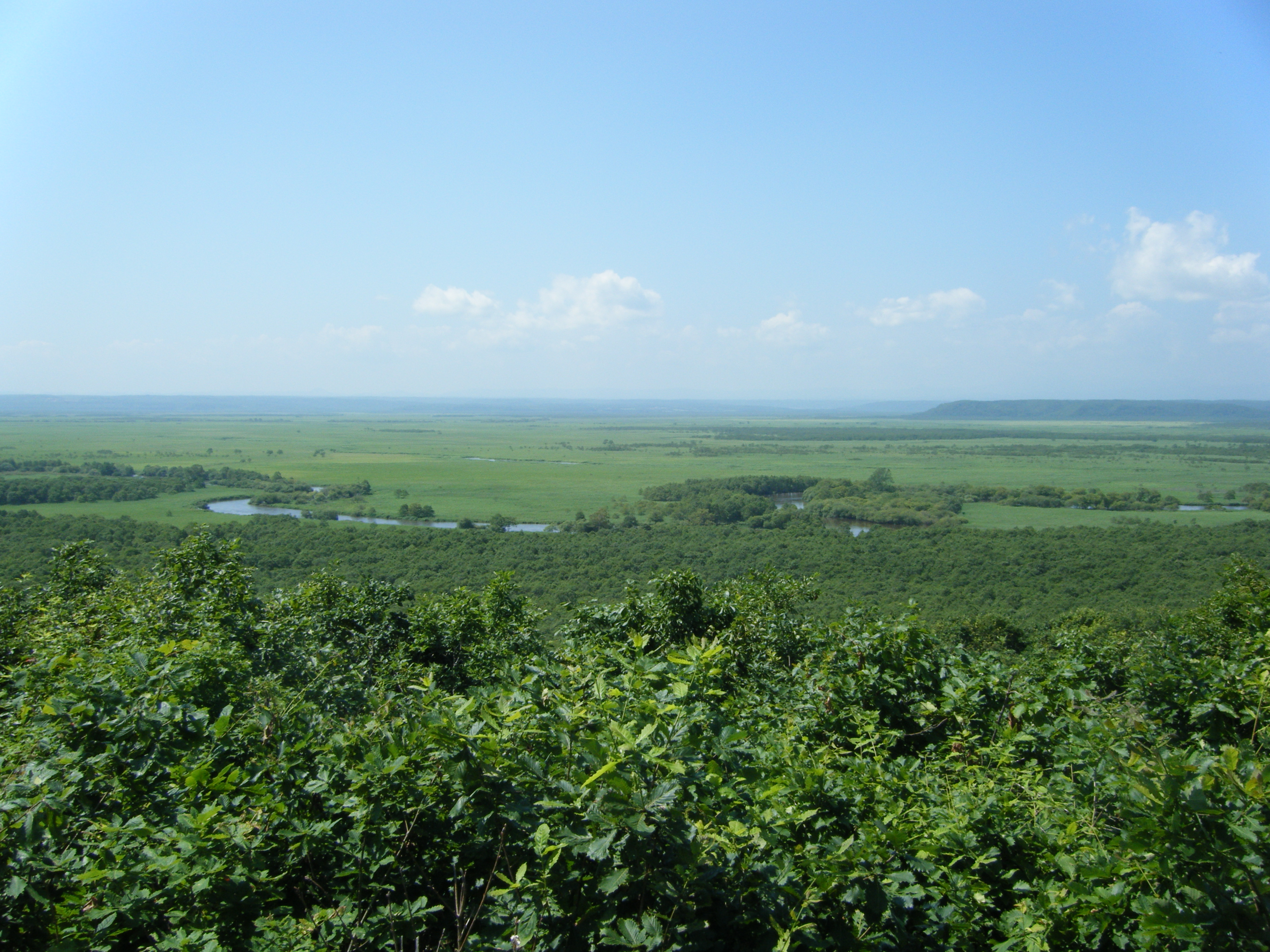
細岡展望台看到的濕地及釧路川景色
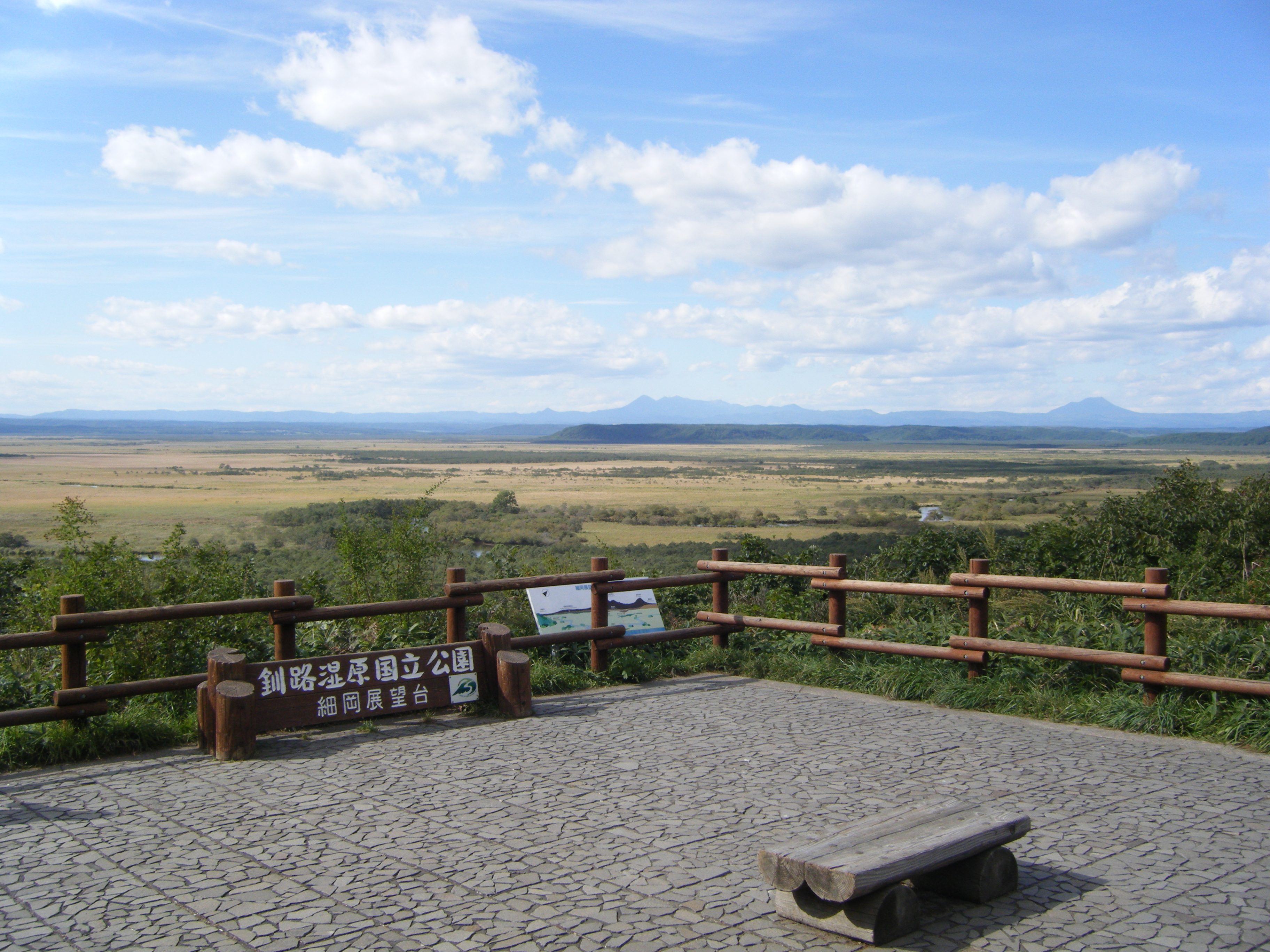
細岡展望台看到的濕地景色
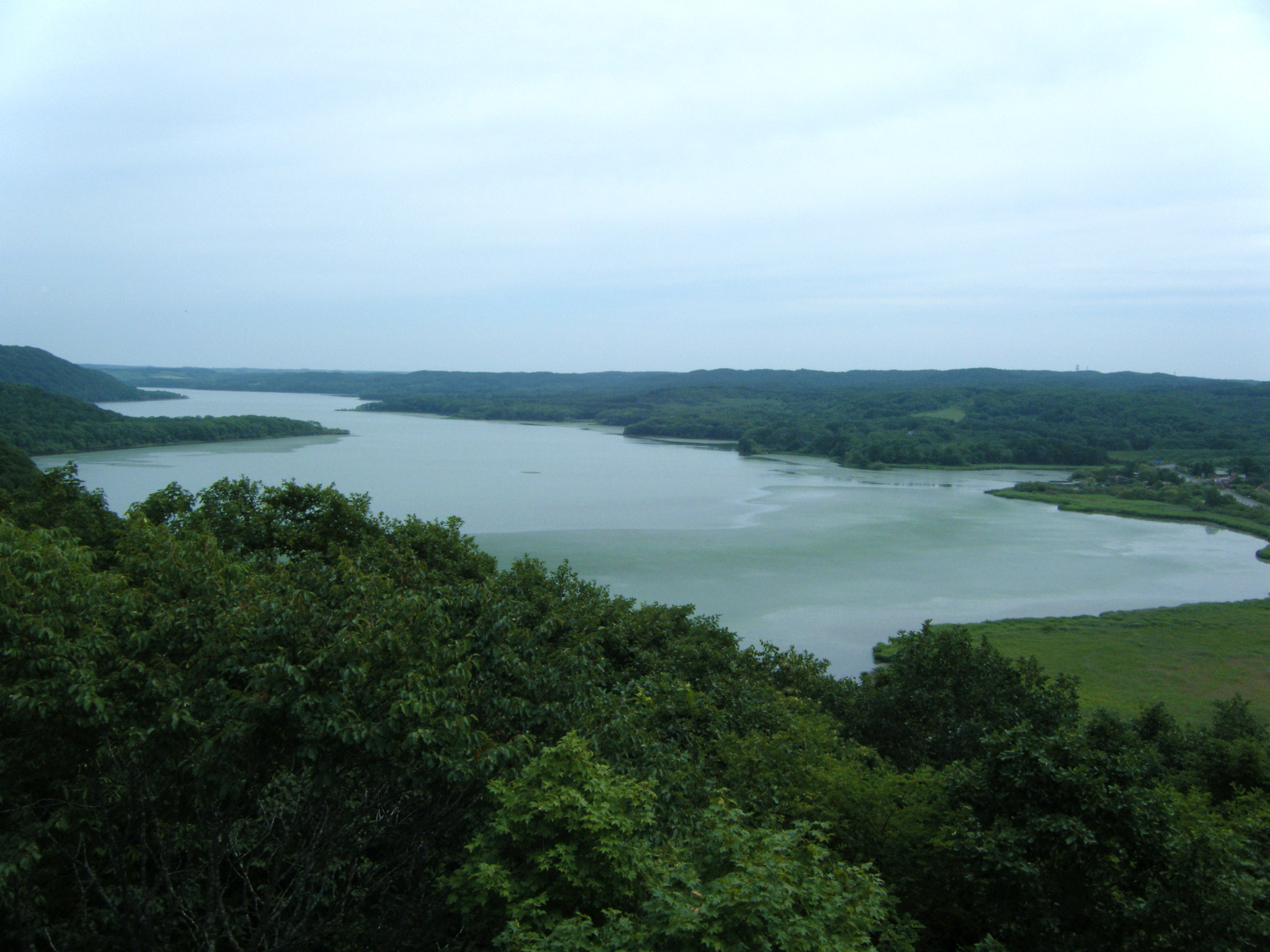
展望台看到的塘路湖（日语：塘路湖）
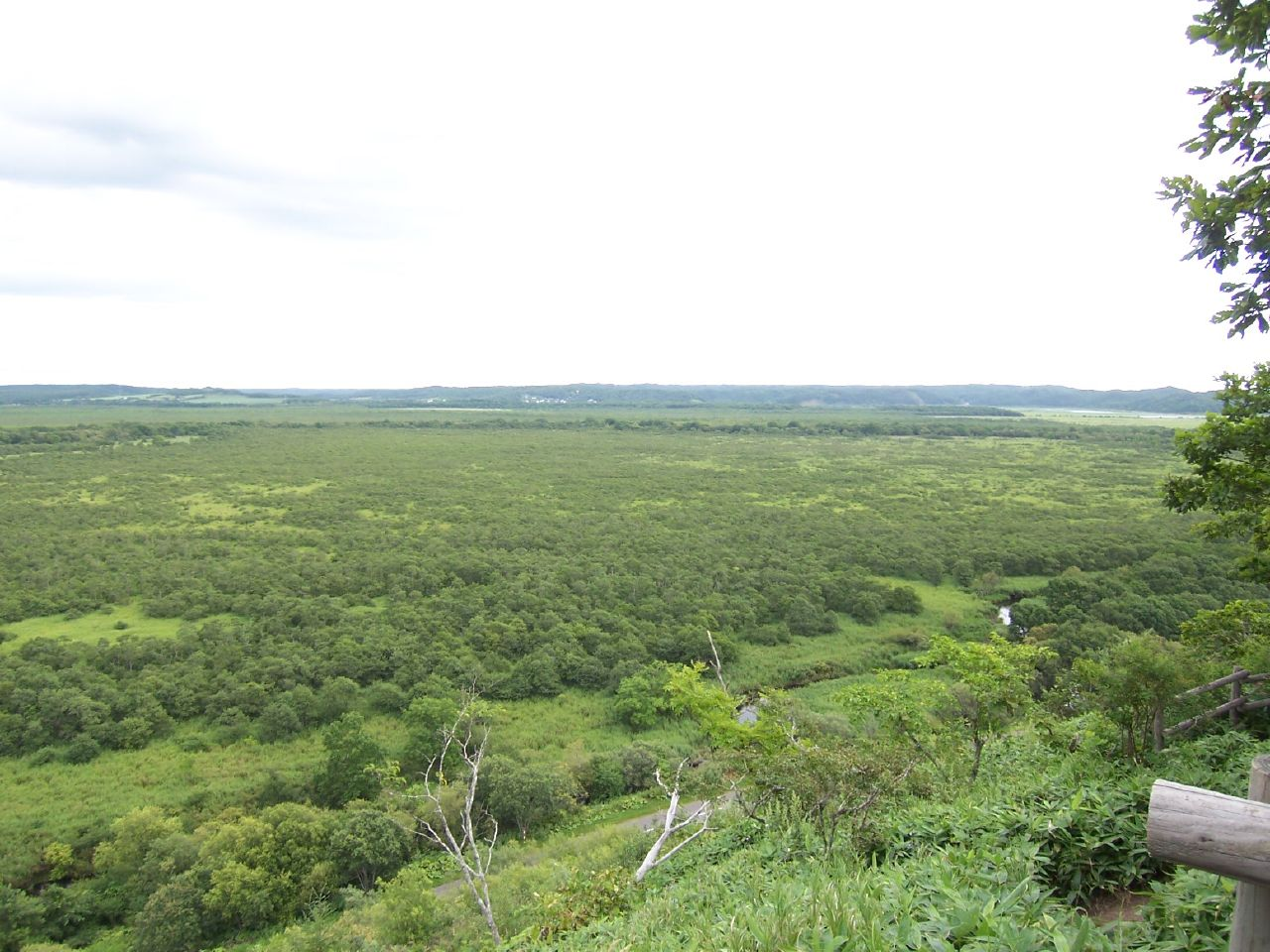
在展望台看到的濕地景色
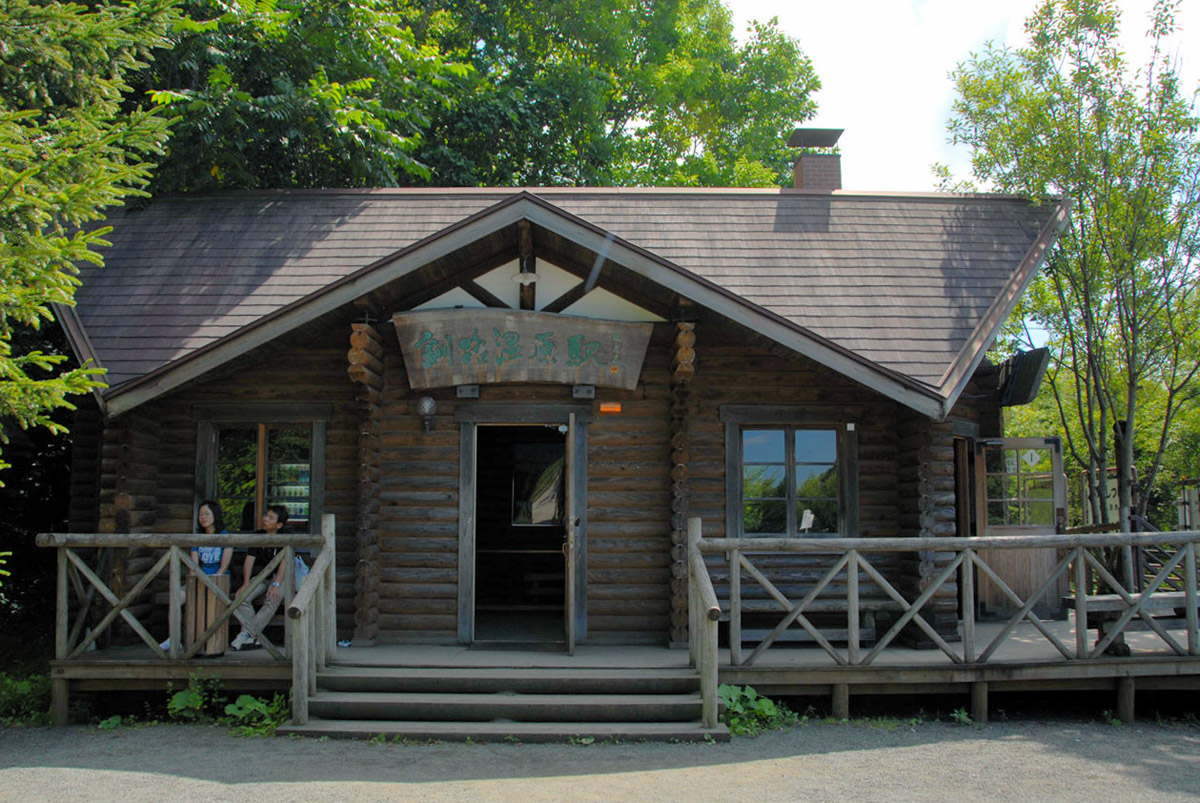
位於釧路濕原內的釧路濕原車站
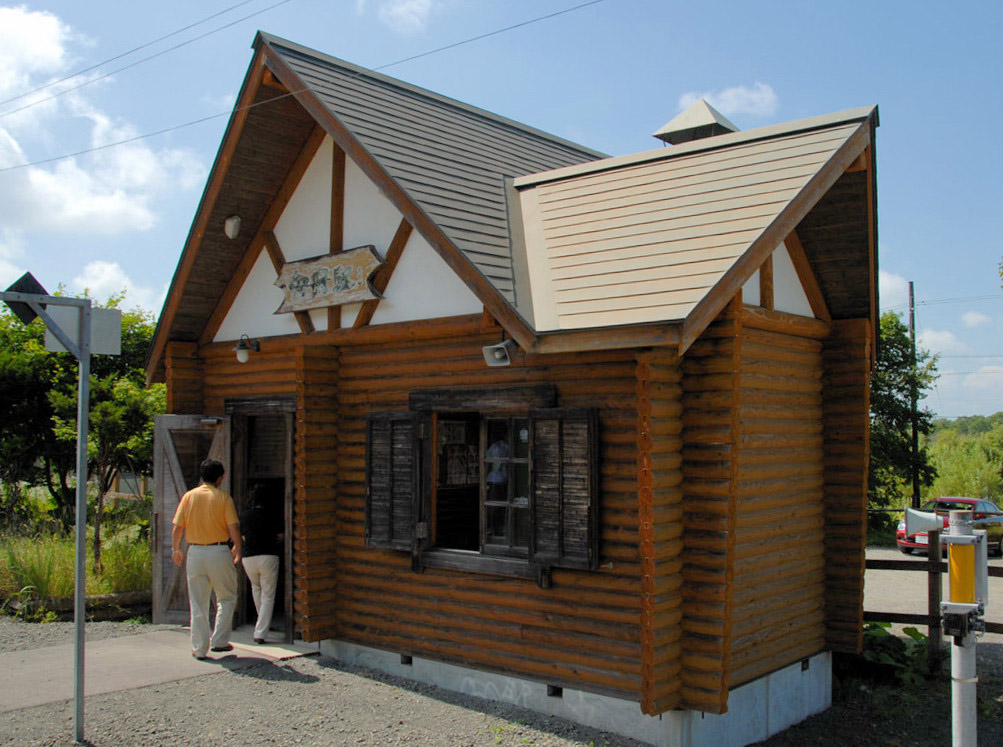
位於釧路濕原內的細岡車站

## 外部連結
- （日語） 釧路國際濕地中心 （页面存档备份，存于）
- （日語） 釧路濕原自然再生協議會
- （日語） 釧路濕原自然再生計畫 （页面存档备份，存于）